# إفي
وكالة الأنباء الإسبانية (بالإسبانية: EFE)‏ المعروفة أختصاراً بـ إفي هي وكالة أنباء دولية إسبانية، تأسست عام 1939 بواسطة الصحفيين رامون سيرانو سونيير ومانويل أثنار ثوبيجاراي، وتعتبر الوكالة الرابعة على مستوى العالم والأولى بين الوكالات الناطقة باللغة الإسبانية.
وتقدم إفي خدماتها باللغات الإسبانية والإنجليزية والبرتغالية، وافتتحت عام 2006 خدمة إخبارية باللغة العربية تبث نصوصا وصورا وفيديو من مكتب تحرير في القاهرة.
وتمتلك إفي شبكة من المراسلين والمكاتب الإقليمية تغطي الأحداث من 180 مدينة في 110 دول، وتولي أهمية خاصة لمنطقة أمريكا اللاتينية.
ويضم أرشيف إفي للصور 13 مليون وثيقة مخزنة، كما تقدم لعملائها خدمة أرشيف إفي داتا الذي يشمل جميع المواد المنتجة في السابق.
وتبث الوكالة أيضا داخل إسبانيا باللغتين المحليتين الكتالونية والجاليكية.

## وصلات خارجية
- الموقع الرسمي
- Official environmental website EFEverde
- Agencia EFE at Google Cultural Institute